# Clocolan
Clocolan – miasto w Republice Południowej Afryki, w prowincji Wolne Państwo.
Założone zostało w 1906 roku.